# Adhemarius rubra
Adhemarius rubra är en fjärilsart som beskrevs av Closs. 1911. Adhemarius rubra ingår i släktet Adhemarius och familjen svärmare. Inga underarter finns listade i Catalogue of Life.